# Halecia puncticollis
Halecia puncticollis es una especie de escarabajo del género Halecia, familia Buprestidae. Fue descrita científicamente por Thomson en  1878.